# Контактери
Контактери — особи, які стверджують, що мали досвідчений контакт з іншопланетянами. Питання щодо того, чи має займатись контактерами уфологія, є спірним, адже досить добре ними займаються психологи і психіатри.

## Ілюзіїщодо контактерів
- Ілюзія розділення контактерів на кілька типів викликана тим, що більшість тих, хто розповсюджує інформацію про контактерів, не має елементарних знань у термінології і її походженні.
- Контактери відрізняються від людей своїми захопленнями або змінюють свої захоплення після контакту — насправді це ілюзія, яка виникла при значному впливі Уфоманії.
- Містифікація про секс із тими, хто викрадає контактерів — насправді не виявлено жодного достовірного контакту, який підтверджував би це визначення.
- Містифікація розділення на корисний і негативний досвід.
- Містифікація, що про контактерів можна дізнатися правду на телебаченні чи, наприклад, в Інтернеті — переважна більшість тієї інформації є брехливою, і розповсюджується Уфоманами без проведення аналізу ні психічного стану, ні достовірності свідчень особи.
- Заяви контактерів, що вони і лише вони можуть контактувати, і що вони мають різні місії для людства — є сигналом для тесту на шарлатанство.

## Правда про контактерів
- Контактери не шукають слави на телебаченні чи пресі, і стараються уникати додаткових запитань від нефахівців психічних процесів. Інформація про контактерів переважно не є доступною для мережі Інтернет.
- Контактером може бути будь-яка особа, не залежно від становища в суспільстві і віку.
- Справжніх контактерів дуже мало, і дійсно достовірні випадки доволі рідкі, якщо взагалі існують.
- Є досить багато людей, що шукають слави, грошей, коло спілкування, вдаючи із себе контактера, масово вдаючись до піару на телебаченні і в мережі Інтернет, але таких людей при науковому аналізі виявити досить легко, дотримуючись наукових методів аналізу на достовірність.

## Американські дослідження психіки контактерів досвідченими психіатрами
Джон Мек працював із людьми, які звернулися до психіатрів, зі скаргами на те, що з ними сталось щось дивне, понад три роки, починаючи з кінця 1992 року. За цей час Мек прийняв у себе понад сотню осіб, а сімдесят шість з них (у віці від 2 до 57 років, 47 жінок і 29 чоловіків) задовольнили критерії достовірності. Перебуваючи в повній свідомості або під гіпнозом, люди розповідали про те, що були викрадені іншопланетянами і доставлені на невідомий для них транспортний засіб. Емоційне ставлення пацієнтів відповідало описуваним подіям, за їх історіями не виявлено ознак психічного розладу, який міг би їх пояснити. 49 з числа цих пацієнтів піддавалися модифікованому гіпнозу: пройшли від одного до восьми сеансів тривалістю кілька годин. Таким чином, Мек застосовував прийоми психотерапії.

У своїй книзі Мек пише:
Незважаючи на свій сорокарічний досвід роботи в галузі психіатрії, я виявився абсолютно не підготований до розповідей людей, які стверджували, що були викрадені прибульцями. Я довго вивчав психіатрію, працював з дорослими і дітьми, займався психоаналізом і завжди вважав своєю сильною стороною здатність виділяти особливості душевного стану, правильно оцінювати підґрунтя і значення того, що мені кажуть пацієнти. І раптом до мене стали звертатися люди, що повідомляли про те, чого, згідно із загальноприйнятим уявленням про дійсність, взагалі не могло бути… З феноменом викрадень я познайомився у січні 1990 року завдяки Баду Хопкінсу, нью-йоркському художнику, який пропрацював з викраденими більше десяти років. В історіях цих людей, з якими я знайомився через Хопкінса, а потім і самостійно, мене найбільше вразила послідовність, а також значний збіг деталей в оповіданнях різних людей, незнайомих між собою, які, до того ж, не завжди охоче ділилися своїми враженнями. Треба зауважити, що більшість викрадених побоювалися натрапити на недовіру, викликати глузування серед оточуючих…

## Дослідження контактерів в Україні
Дослідженням психіки контактерів в України займається Дослідницький Центр «EIBC»  [Архівовано 15 жовтня 2011 у Wayback Machine.]
Методи дослідження адекватності:
- Анкетування [недоступне посилання з липня 2019]
- Стратегічне спілкування із блефом
- Тестування «Точка опори 1» [недоступне посилання з липня 2019]
- Тестування «Точка опори 2» [недоступне посилання з липня 2019]
- Тестування «Неіснуюче створіння» [недоступне посилання з липня 2019]

Методи аналізу на достовірність:
- Спостереження за жестами та мімікою[4]
- Почеркознавчий аналіз
- Виїзд на місця появи феномену контакту, з аналізом місцевості, замірами та взяттям проб і зразків предметів навколишнього середовища [недоступне посилання з липня 2019][недоступне посилання з липня 2019][недоступне посилання з липня 2019]
- Спроби ототожнити випадок

В кінці дослідження оформлюється звіт перевірки [недоступне посилання з липня 2019], де вказується висновок:
- Особа свідчить правдиво і явище мало місце
- Особа свідчить не правдиво, і виявлено певні фальсифікації в показаннях
- Особа свідчить правдиво, але випадок вдалось ототожнити з іншим відомим явищем-процесом, наприклад із досвідом контакту з потойбічним світом, чи галюцинаціями.